# SN 2010bc
SN 2010bc – supernowa typu Ia odkryta 16 stycznia 2010 roku w galaktyce A104807+5651. W momencie odkrycia miała maksymalną jasność 22,50m.